# Minsk rajon
Minsk rajon (belarusiska: Мінскі район) är ett distrikt i Belarus. Det ligger i voblasten Minsks voblast, i den centrala delen av landet, 7 km söder om huvudstaden Minsk.
Följande samhällen finns i Minsk rajon:
- Krasnaje